# Longitud d'atenuació
En física, la longitud d'atenuació o d'absorció és la distància {\displaystyle \lambda } que una partícula recorre dins d'un material sense ser absorbida amb una probabilitat d'{\displaystyle 1/e} (≈ 0.37). Per exemple, donat un feix de partícules incident sobre un material, la longitud d'atenuació és la distància on la intensitat del feix s'ha reduït d'{\displaystyle 1/e}, és a dir on un 63% de les partícules han estat aturades.
Matemàticament, la probabilitat de trobar una partícula a una longitud x dins del material es calcula mitjançant la Llei de Beer-Lambert :
{\displaystyle P(x)=e^{-x/\lambda }\!\,} .
On en general, la longitud {\displaystyle \lambda } depèn del material i de l'energia de la partícula incident.